# 6357 Glushko
6357 Glushko (1976 SK3) là một tiểu hành tinh vành đai chính được phát hiện ngày 24 tháng 9 năm 1976 bởi Chernykh, N. S. ở Nauchnyj.